# Шрейдер, Юлий Анатольевич
Ю́лий Анато́льевич Шре́йдер (28 октября 1927, Днепропетровск — 24 августа 1998, Москва) — советский и российский математик, кибернетик, философ, логик, специалист по информатике, методологии науки, математической лингвистике и философии религии. Кандидат физико-математических наук, доктор философских наук.

## Образование и научная работа
Родился 28 октября 1927 года в Днепропетровске в еврейской семье. В 1930-е годы его отец Анатолий Яковлевич Шрейдер (1902—?) был репрессирован. 
В 1946 году окончил механико-математический факультет Московского государственного университета им. М. В. Ломоносова. В 1949 году там же окончил аспирантуру и защитил в 1950 гodu кандидатскую диссертацию по функциональному анализу.
Несколько лет работал в различных научных и учебных институтах Москвы математического профиля, в 1949—1950 и в 1956—1961 годах был научным сотрудником в Научном институте электронных машин, а с 1961 по 1989 год — в отделе семиотики Всесоюзного института научной и технической информации АН СССР (заведующий отделением Гиляревский Руджеро Сергеевич), где выполнил значительную часть своих научных работ и был одним из ведущих сотрудников. Ю. А. Шрейдеру принадлежат важные результаты в области вычислительной техники и информатики. Профессор по информатике с 1984 года.
В 1960-е годы Ю. А. Шрейдер заинтересовался религиозными проблемами, и этот интерес положил начало его философским исследованиям. С 1970-х годов Шрейдер начал серьёзно заниматься исследованием актуальных проблем философии.
В 1981 году защитил диссертацию на соискание учёной степени доктора философских наук по теме «Гносеологические особенности современной науки в свете системного подхода» (специальность — 09.00.08 «философия науки и техники»).
Его книги «Равенство, сходство, порядок» (1970), «Системы и модели» (1980), «Природа биологического познания» (1991), «Основы этики» (1993), «Ценности, которые мы выбираем» (1999), многочисленные статьи, опубликованные, в том числе и на страницах журнала «Вопросы философии», стали классическими в российской философской литературе.
В 1989 году Ю. А. Шрейдер перешёл на постоянную работу в Институт проблем передачи информации Российской академии наук, и философская проблематика стала для него основной.
Преподавал в МГУ имени М. В. Ломоносова на механико-математическом факультете и на отделении структурной и прикладной лингвистики филологического факультета. Всего опубликовал около 800 трудов.
Похоронен на кладбище Горбрус в Красногорске.

## Католицизм
В 1970 году Ю. А. Шрейдер принял крещение в Римско-католической церкви. С 1977 года — терциарий ордена проповедников (Св. Доминика). Обращение Шрейдера к религии привело к его исключению из КПСС и освобождению от должности заведующего сектором.
В 1989 году стал одним из организаторов Католического клуба «Духовный диалог» и был избран его председателем. С 1993 года — академик-секретарь Отделения «Наука и теология» Российской академии естественных наук и председатель правления Центра философии, психологии и социологии религии.
С 1991 года — профессор Колледжа католической теологии святого Фомы Аквинского, а с 1996 года — Библейско-богословского института Св. апостола Андрея в г. Москве, где неоднократно читал курсы лекций «Этика», «Социальное учение Церкви», «Логика и теория познания» и др. Был принят папой римским Иоанном Павлом II.

## Семья
- Жена — Татьяна Дмитриевна Вентцель (1931—2012)[9][10], доцент мехмата МГУ, дочь математика и писательницы И. Грековой[11][12]
  - Сын — Сергей, окончил МГУ, занимается прикладной математикой[12]
  - Дочь — Мария, выпускница биофака МГУ, морской биолог[12].
- Отец приходился племянником экономисту и эсеру Григорию Ильичу Шрейдеру и двоюродным братом философу и левому эсеру Александру Абрамовичу Шрейдеру.

## Из воспоминаний современников
- Коллега Ю. А. Шрейдера по институту В. Б. Борщев вспоминал: «О нём ходили легенды. Был вундеркиндом, школу кончил лет в 14, университет — за три года. Ещё в университете пришел к Гельфанду с решением проблемы континуума. Гельфанд, правда, нашёл ошибку, но конструкция, предложенная Шрейдером, была интересна сама по себе и стала потом основой его кандидатской диссертации. В аспирантуру Шрейдера взяли в самый разгар антисемитизма, кто-то из именитых профессоров настоял. Но после аспирантуры, несмотря на блестящую диссертацию, в университете не оставили. Антисемитизм, увы, не исчез».

## Дополнительная информация
Автор стихов, где ярко и образно звучат философские и теологические темы. Был другом писателя Варлама Тихоновича Шаламова, состоял с ним в переписке.

## Научные труды

### Монографии
- Шрейдер Ю. А. Равенство, сходство, порядок. М., 1971;
- Шрейдер Ю. А. Системы и модели. М., 1982;
- Шрейдер Ю. А. Основы этики (учебное пособие). М., 1993;
- Шрейдер Ю. А. Общественное учение Церкви. М., 1993;
- Шрейдер Ю. А. Этика. Введение в предмет. М., 1998;
- Шрейдер Ю. А. Ценности, которые мы выбираем. М., 1998.

### Статьи
- Шрейдер Ю. А. Об одной модели семантической информации. // Проблемы кибернетики. М., 1965, вып. 13;
- Шрейдер Ю. А. Окрестностная модель языка. // Учёные записки Тартуского университета, 1969;
- Шрейдер Ю. А. Информация и метаинформация. // Научно-техническая информация (М.), 1974, № 4;
- Шрейдер Ю. А., Мартемьянов Ю. С. Ритуалы — самоценное поведение. // Социология культуры (М.), 1975, вып. 2;
- Шрейдер Ю. А. Сложные системы и космологические принципы. // Системные исследования. Ежегодник. М., 1975;
- Шрейдер Ю. А. Информационные ресурсы и информационная среда. // Научно-техническая информация (М.), 1976, № 1;
- Шрейдер Ю. А. Методологические аспекты теории классификации. // Вопросы философии, 1976, № 12;
- Шрейдер Ю. А. Интеллектуализация информационных систем. // Итоги науки. Информатика, 1990, вып. 14;
- Шрейдер Ю. А. Поиски философско-методологических принципов биологии. // Природа биологического познания. М., 1991;
- Шрейдер Ю. А. Миф о том, как устроен мир. // Химия и жизнь, 1991, № 12;
- Шрейдер Ю. А. Иов-ситуация: искушение абсурдом. // Социальная и философская мысль (К.), 1991, № 8;
- Шрейдер Ю. А. Наука в контексте культуры. // Научно-техническая информация (М.), 1992, вып. 2;
- Шрейдер Ю. А. Семиотика молитвы. // Социальная и философская мысль (К.), 1992, № 5;
- Шрейдер Ю. А. Учение св. Фомы Аквинского и проблемы современного общества. // Theologia, 1993, № 1;
- Шрейдер Ю. А. Свобода как творческая ориентация в мире. // Вопросы философии, 1994, № 1;
- Шрейдер Ю. А. Загадочная притягательность философии. // Вопросы философии, 1996, № 7;

## Публицистика
- Шрейдер Ю. А. О вере. // Вестник РХД, 1976, вып. 119;
- Шрейдер Ю. А. Антиномичность религиозного сознания. // Вестник РХД, 1971, вып. 120;
- Шрейдер Ю. А. Наука — источник знаний и суеверий. // Новый мир, 1969, № 10;
- Шрейдер Ю. А. Синдром освобождения. // Новый мир, 1991, № 11;
- Шрейдер Ю. А. Между молохом и мамоной. // Новый мир, 1993, № 5;